# Paul Baras
Paul Baras (14 de mayo de 1870 - 6 de noviembre de 1941) fue un ciclista y piloto automovilístico francés. Compitió en varias de las primeras pruebas del Grand Prix, y ostentó el récord mundial de velocidad en tierra entre noviembre de 1904 y enero de 1905.

## Semblanza
Nacido en Orchies (Francia), Baras originalmente compitió en pruebas ciclistas, logrando el tercer puesto en el Gran Premio de Velocidad de París de 1894. Cambió el ciclismo por las carreras de coches, inicialmente en competiciones de montaña.
Batió el récord mundial de velocidad terrestre el 13 de noviembre de 1904 al volante de un Darracq de 100 CV. Completó el kilómetro lanzado a una velocidad media de 167.92 km/h.
En 1906 participó en la primera edición del Gran Premio Automovilístico de Francia, liderando el inicio de la prueba. Finalmente acabó séptimo, a pesar de que realizó la vuelta más rápida de la carrera. Al año siguiente, acabó tercero en esta misma competición, y en 1908 tuvo que retirarse después de completar tres vueltas al circuito.

## Imágenes

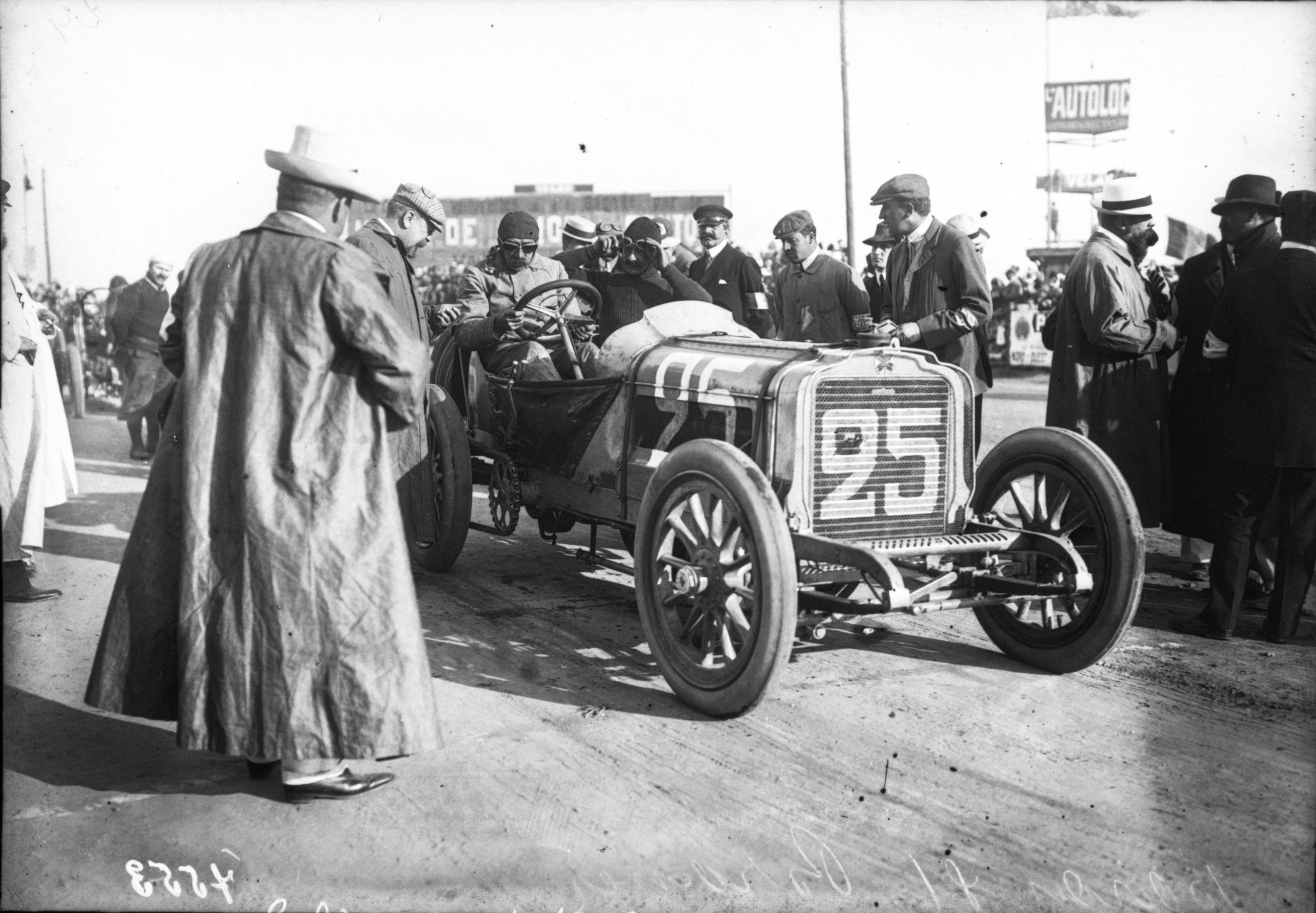
Baras en el Grand Prix de Francia de 1908
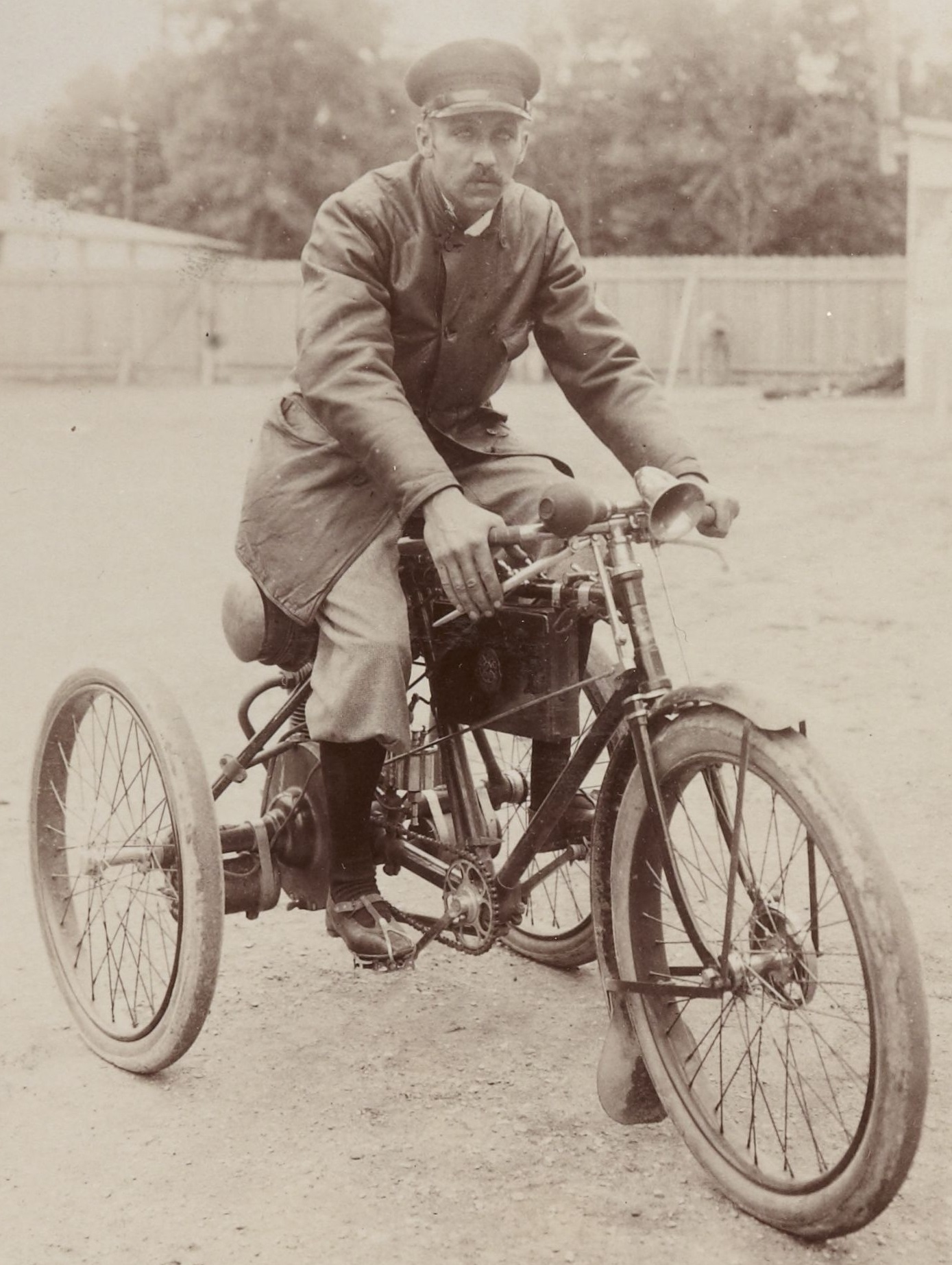
Baras en 1900
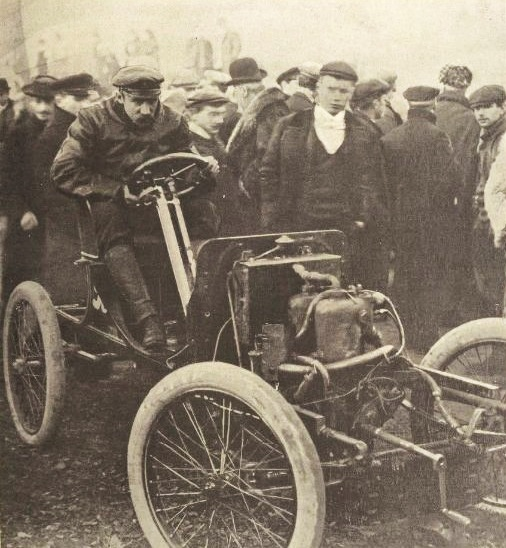
Subifa al Gaillon (1901)
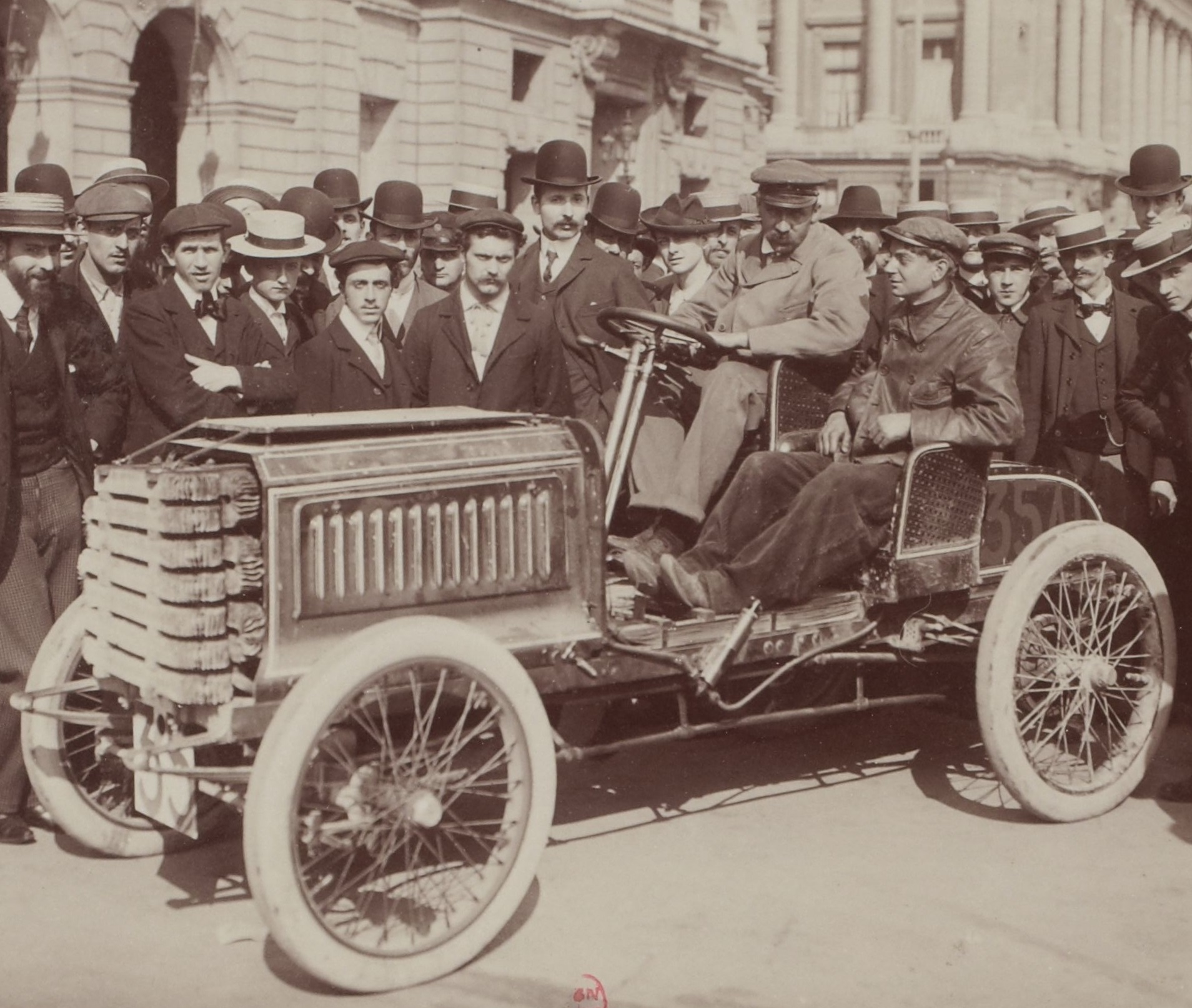
París-Viena (1902)